# Anyang
Pour la ville de Corée du Sud, voir Anyang (Corée du Sud).
Anyang (Zhangde) (chinois simplifié : 安阳市 ; chinois traditionnel : 安陽市 ; pinyin : ānyáng) est une ville du nord de la province du Henan en Chine, particulièrement célèbre par son site archéologique. Le site archéologique identifié comme la capitale des derniers Shang se trouve sur les rives de la Huan, rivière qui portait déjà ce nom et était alors divinisée : les inscriptions oraculaires commandées par les rois s’adressaient parfois à elle. Ce sont ces os oraculaires qui ont permis la découverte archéologique initiale entre 1928 et 1937 par l'Academia Sinica, avec des publications avant et pendant la guerre sino-japonaise (1937-1945). Le site de l’ancienne ville est évalué à 24 km2.

## Histoire
Anyang fut la capitale de la dynastie Shang (alors nommée Yin (殷朝, yīn cháo) et plus anciennement encore, Beimeng (北蒙, běi mēng) au IIe millénaire av. J.-C. à partir du roi Pan Geng jusqu'au roi Di Xin. Toujours selon la tradition historiographique chinoise, quand Wu Wang, premier roi de la dynastie Zhou, s'empara de la ville, il fit ouvrir les greniers de la ville et distribuer la nourriture aux gens du peuple. On a récemment découvert à proximité de cette ville des inscriptions oraculaires sur écaille et sur os (jiaguwen), désormais appelées archives de Yinxu, qui représentent un des premiers stades de l'écriture chinoise, ainsi que des récipients en bronze de grande qualité, dans la tombe de l'impératrice Fu Hao.

## Climat
Les températures moyennes pour la ville d'Anyang vont de −1,6 °C pour le mois le plus froid à +27 °C pour le mois le plus chaud, avec une moyenne annuelle de +13,7 °C (chiffres arrêtés en 1988).

## Démographie
La population de sa juridiction était de 5,25 millions d'habitants en 2002.

## Culture et religions
La ville possède le site de Yin Xu, comportant un musée d'histoire et classé au patrimoine mondial de l'UNESCO.
Anyang est le siège d'un diocèse catholique, le diocèse de Jixian, qui comptait 70 églises en 1949. La petite cathédrale actuelle a été construite en 1981.
Le Musée national de l'écriture chinoise est situé avenue du peuple.

## Subdivisions administratives
La ville-préfecture d'Anyang exerce sa juridiction sur neuf subdivisions - quatre districts, une ville-district et quatre xian :
- le district de Beiguan — 北关区, běiguān qū ;
- le district de Wenfeng — 文峰区, wénfēng qū ;
- le district de Yindu — 殷都区, yīndū qū ;
- le district de Long'an — 龙安区, lóng'ān qū ;
- la ville de Linzhou — 林州市, línzhōu shì ;
- le xian d'Anyang — 安阳县, ānyáng xiàn ;
- le xian de Tangyin — 汤阴县, tāngyīn xiàn ;
- le xian de Hua — 滑县, huá xiàn ;
- le xian de Neihuang — 内黄县, nèihuáng xiàn.

## Économie
Anyang possède un aéroport (code AITA : AYN).